# Dąbrowa (powiat szczecinecki)
Dąbrowa (niem.: Minettenthal) – osada w Polsce położona w województwie zachodniopomorskim, w powiecie szczecineckim, w gminie Szczecinek. Miejscowość wchodzi w skład sołectwa Krągłe.